# 美咲かんな
美咲 かんな（みさき かんな、1994年7月3日 - ）は、日本のAV女優。神奈川県出身、マークスジャパンに所属していたが、2016年のマークスグループ解散再編によりJapan Total Promotion、2022年からはGGに所属。

## 略歴
2014年12月、S1 NO.1 STYLE専属女優としてAVデビュー。2015年12月より本中専属女優となる。
2016年発売のVR作品『生中出しスペシャル!! VRセックスだから、すごくリアルでしょ?』（KMP）が爆発的なヒットとなり、後述のようにVRの女王と呼称され始める。同作は日本で最初に撮影されたアダルトVRとも呼ばれるが、同日発売のものも多数ある。
2019年3月21日 SOD AWARD2019で
優秀女優賞を受賞。2019年10月、ゲオTV×メンズサイゾー ADULT AWARD 2019・騎乗位マスター部門にノミネート。二つ名は「ドスケベVRクイーン」。2020年よりメンズサイゾーにて連載エッセイ「ふしだらな気持ち」を執筆。ゲオTVアダルトニュースメディア『MANGO』第1回彼女にしたいAV女優アンケートで1位を受賞。
2020年12月、アダルトビデオ芸人リボルバー・ヘッドが選ぶ「年間ヌキルバー大賞2020」を受賞。
2020年12月、『ゲオTV×メンズサイゾー セクシーパネルクイズ～ドアップ25～私は誰でしょう？』WEB投票でセクシーHIP女優賞を受賞。さらに、特別賞のゲオTV賞も受賞。
2021年2月、ゲオTV「バレンタインチョコを貰いたいAV女優！アンケート」第9位を獲得。2021年4月に発表されたアサヒ芸能「2021現役AV女優SEXY総選挙」で第20位。
2022年8月、休養を経て約1年ぶりに復帰を報告。事務所はGGに移籍する。同年12月1日、DMM GAMES「クリムゾン妖魔大戦 新キャラクター声優公開オーディション」にエントリー。
2023年11月13日、デビュー9年目にして初の写真集『Naturale』を徳間書店から発売。
2024年4月発売『アサヒ芸能』発表「2024現役AV女優セクシー総選挙」において総合31位（東京18位、大阪圏外）となる。
2024年12月公開『離れられない君へ』（小栗はるひ監督）で映画初出演初主演。
2025年1月27日週FANZA通販フロアランキングにて、『「終電なくなっちゃったね…じゃあウチくる？」終電を逃して旦那さんが出張中の女上司の家にお泊まり不倫、誘惑発情された僕は興奮して朝までハメ続けた 美咲かんな』が7位ランクイン。
2025年2月8日、9日には台湾で開催された「TOP女神台北感謝祭」に招かれ参加した。
同年6月9日週FANZA通販フロアランキングでは小湊よつ葉との共演作『スワッピング趣味の変態夫婦にNTR性癖を植えつけられる！純粋ウブな庶民妻を金持ち夫妻に貸出したことでインモラルな快楽に沼ってしまう』（SODクリエイト）が初登場2位を記録。
同年7月7日週FANZA動画フロアランキングにて出演した2024年7月発売の『下宿先の奥さんと肉体関係を持ってしまった僕は留年ギリギリなのに講義にも出ず薄汚いアパート部屋で巣篭もりSEXに明け暮れた』（アリスJAPAN）が急上昇し3位ランクイン。

## 人物
写真撮影を趣味としており、2023年からはCSスカパーでデビュー9年目にして初の冠番組『美咲かめら』を開始する。その他の趣味・特技はオシャレ、買い物、旅行。
デビューのきっかけは全身脱毛と歯の矯正をしたかった事と自分磨きのため。自ら志願してAV業界に飛び込んだわけではなかったので、デビュー当時は撮影時に全くやる気がなかった。インタビューでも当時を「撮影時は指示された通りにしていただけですね」と述べている。しかし2016年以降、VR専属と言われるほどVR撮影が多くなった事が転機となる。編集があまりできず、女優の演技力やプランが尊重されるVR撮影という環境下に置かれたことで、自ら作品のことを考えて撮影に挑むようになり、AVに対する意識も変化した。また、VR界ではライディング女王の異名も持つ。VRの女王とも称される。
ヒットの要因をAV監督で美咲の初VR作品を監督したこあら太郎（わ）は、「文才があってボキャブラリーが豊富なのでアドリブ台詞がバンバン出てきた。（長回しで同じ単語が出てきがちだが）彼女は『気持ちイイ?』的な台詞だけでも10個くらいバリエーションがあった」と証言している。
VRを含め演技面の評価が高いが、美咲自身は得意とは思っていない。ただし（ドラマを）撮ってるときは楽しいとも述べている。また自身の作品を見返すことは基本的にないため、他者から評価されているとしても、自らは振り返らないさまを「演技のやり逃げ」と述べている。
恋愛対象は男性だが、自慰行為の時は女性の失禁及び放尿物でしか興奮できない。自分自身の快感癖はなく、あくまで鑑賞目的としてのみの性癖である。オナニーはクリ派でセックスはナカ派。陰茎は「皮が余り過ぎていない茹でたシャウエッセンみたいなチンコ」が好み。形では「カリが大きすぎず、新幹線みたいなフォルム」が好みだが、目の前に差し出されたものに関しては差別はしない。「その場その場で対峙するチンコのことを好きになること」を第一にしている。
処女だった高校3年生の下校時、男友達から彼女と遠距離恋愛でムラムラしていると言われたことから、トイレに誘い「懇願イラマチオフェラごっくん」を経験。当時より恋愛と性行為がイコールにならないタイプで、これが現在の職業に結び付いた。
2021年から2022年にかけて休養した理由は「美咲かんな」に求められる方向性や作品の出来の正解が分からなくなったことを起因として挙げている。
アダルトビデオ芸人リボルバー・ヘッドから、最高レベルの騎乗位を駆使していると紹介され、「国家公務員騎乗位」と名付けられた。

## 作品
◎はBD版発売作品。

### アダルトDVD / BD
- 新人NO.1 STYLE 美咲かんな AVデビュー（12月7日、S1 NO.1 STYLE）◎

- 美咲かんな、イキます。 初体験4本番（1月7日、S1 NO.1 STYLE）
- 巨根ズボズボ（2月7日、S1 NO.1 STYLE）
- かんなと同棲ズボズボ性活（3月7日、S1 NO.1 STYLE）
- 犯された女子校生 親友の身代わりに輪姦される優等生（4月7日、S1 NO.1 STYLE）
- 超高級風俗嬢（5月7日、S1 NO.1 STYLE）
- 美少女ふたりでエッチッチ甘酸っぱい秘密の関係 茉莉花みく 美咲かんな（6月25日、kawaii*）
- おち○ち○でイク美少女（7月25日、kawaii*）
- 地元民が集う混浴温泉で声を押し殺し羞恥セックス指令（8月25日、kawaii*）
- クラス40名!全員ブッコ抜き教室 池端真実 美咲かんな（9月25日、kawaii*）
- 隙だらけのS級美少女 本物中出し解禁!!（12月25日、本中）

- 抵抗できない状態で中出し快楽漬け!!（1月25日、本中）
- 祝!卒業式!!寝取られ女子大生～片思いの男の目の前で寝とってみた～（4月7日、桃太郎映像出版）
- セックス? そんな下品なことしても私は絶対感じません!（4月7日、ヒビノ）
- 無理矢理着るからポロリ連発!!ちびっこキャラ衣装専門爆乳コスプレイヤー（4月13日、MOODYZ）
- 夫の目の前で義父に犯された妻（5月12日、ヒビノ）
- 縛られたがる従順女子校生（6月10日、REAL）
- 泥酔してる友達のお姉ちゃんに後ろから激しくパンパンしちゃった俺（6月23日、AKNR）
- 夏合宿にやってきた美乳美尻の女子陸上部員たち! 過酷な練習で火照るカラダと満たされない性欲で、部員に隠れてコーチのチ○ポを勝手に生挿入! 一度の中出しでは物足りない汗だく敏感ボディのマ○コに何度も中出し!（7月8日、V&R PRODUCE）
- ロリ専科 身体と心を性に捧げた家出制服美少女の物語（8月1日、GLAY'z）
- デリヘル呼んだら姉が来た! 結果、お店に内緒で中出し本番セックスする事になる 4（8月1日、GLAY'z）
- おま●こ取扱説明書（9月1日、GLAY'z）
- エッチなご奉仕メイドに癒されたい! オマ●コぴちゃぴちゃ指入れ自画撮りオナニー vol.01（9月1日、GLAY'z）
- 元祖 時間よ止まれ! ～いつでもどこでもハレンチ天国～（9月1日、V&R PRODUCE）※「AV OPEN 2016」 企画部門エントリー作品
- 家族にバレたら超危険! 自宅に両親が居るのにも関わらず何日も溜まった精子をごっくんする女の子（9月8日、AKNR）
- 今日は穿いてない タヌキ顔たれ目美女 “美咲かんな”がノーパン出勤?（9月9日、バルタン）
- 完全撮り下ろし 鉄板女優さんの好きなように手コキして下さい。（9月19日、TEPPAN）
- ズコバコ犯してるのに無反応の義姉。ゴム取って生ハメした途端、狂ったみように感じだしたので中出し!（9月25日、かぐや姫）
- 女子アナ訓練室 【別称:催眠ルーム】（10月1日、催眠研究所別館）
- 応援フェラチオ（10月7日、OFFICE K’S）
- JKぬるぬるオ●ンコディルドオナニー 5（10月7日、OFFICE K’S）
- 「私…お兄ちゃんの子供妊娠する!」妹が突然訪ねた大好きな兄の家にはまさかの婚約者が…。絶対に取られまいと馬乗り生挿入! ガッチリホールドで強制的に何度も何度も膣内射精させられる!（10月14日、V&R PRODUCE）
- AV女優 裸コレクション 第二弾（10月14日、V&R PRODUCE）
- 飲尿カフェ（10月21日、OFFICE K’S）
- 精子採取で射精をお手伝いしてくれる看護婦さんたち（10月21日、OFFICE K’S）
- 動く! 足裏大図鑑（10月21日、OFFICE K’S）
- 催眠大戦 VS 美咲かんな 夏希みなみ（11月1日、催眠研究所別館）
- もしもナースのパンチラが見放題の病院に入院してしまったら… 浜崎真緒 乙葉ななせ 花咲いあん 美咲かんな（11月11日、BAZOOKA）
- 拝啓、お爺ちゃん。（11月17日、グローリークエスト）
- 美少女即ハメ白書 54（11月25日、プレステージ）
- 最高の上司 最高の同僚（12月8日、GIRL'S CH）※女性向け作品

- 【悪用厳禁】タダマンJK スパルタ性交 美咲かんな あやね遥菜（1月13日、EROTICA）
- 速報 好みの女が居たらその場でセックスできる 挿れてんチョ法案が可決された! 男が女を見て欲情した時に「お前に挿れたい」と宣言したら女はその場で「挿れてんチョ」と言って股を開かなければいけない!!（2月16日、サディスティックヴィレッジ）
- 殿堂! スーパーアイドル4時間 美咲かんな（3月10日、Million）※単体ベスト
- 早漏ジョシのスピーディーアクメ ～私は私のイイトコを知っている～（3月17日、SEX Agent/妄想族）
- 完全撮り下ろし 男を狂わせるフェラ痴オ（3月19日、TEPPAN）
- AV出演の募集広告を見てやってきた横浜市在住のDQN姉弟（3月24日、MERCURY）
- いずみとかんな柔らかい女の子同士のキスでもっともっと仲良くなりました 今宮いずみ 美咲かんな（3月25日、ビビアン）
- THE ボディジャック BEYOND 涼川絢音美咲かんな蓮実クレア（5月3日、ROCKET）
- 過激なナースだらけで患者が退院したがらない人気病院に入院した僕のハレンチ入院生活 美咲かんな川村まや桜ちなみ涼川絢音（5月12日、BAZOOKA）
- 淫猥調教 私はあなたの奴隷です……。社内全裸とスパンキング・責められるほどに疼く肉体。（5月12日、オルガ）
- 「あっ! ナマで入っちゃった!」凄テクオイル素股でチ○ポをマ○コに擦りつけてたら思わずフル勃起からの生挿入! 本番禁止のはずなのに生中出しSEXまでしちゃった4人の癒し系美巨乳デリヘル嬢（6月15日、グローリークエスト）
- 緊縛令嬢 美咲かんな（7月14日、Million）
- 美女のお顔をベロベロ舐めたい 美しい顔と鼻に絡みつく唾液で恍惚の世界へ…（7月20日、RADIX）
- あなたのために… 濡れ堕ちた献身妻（8月11日、オルガ）
- 私をたっぷり孕ませて…。完全主観アングルで超ラブラブの甘い子作り妊活（9月1日、Fetish Box/妄想族）
- もしも巨チンの僕が新人ADとして美人巨乳女子アナだらけのTV局アナウンス室に派遣されたら… 美咲かんな 霧島さくら 愛花みちる 里美まゆ（9月8日、BAZOOKA）
- SEXレスの肉食系人妻の本番したがる回春エステ（9月8日、BAZOOKA）
- 女○校生の白パンティー生パンチラ（10月1日、Fetish Box/妄想族）
- VIP専用じゅる舐めハーレムエステサロン 野々宮みさと 美咲かんな（10月7日、MOODYZ）
- ごっくん女子アナウンサー 美咲かんな（10月13日、REAL）
- 催眠光線で支配された大学テニスサークル 千夏南那 浜崎真緒 美咲かんな（10月19日、SODクリエイト）

- M男遊戯 ドSテティシャン 美咲かんなが客を罵倒し何回も強制射精させてしまうエステ店（1月11日、AKNR）
- 働く綺麗なお姉さんにいきなり痴女られちゃった俺（1月11日、AKNR）
- 進学塾の美人講師の腋に発情してしまった俺 3（1月25日、AKNR）
- 時間を止められる男は実在した! -幸せそうな奴等の自慢の愛妻を『寝とって』中出し 地獄の3時間SP-（2月22日、SODクリエイト）
- 家事代行サービスで派遣されてきた巨乳女の弱みに付け込み謝罪大量潮吹き＆強制SEX!!（5月4日、プレステージ）
- ミシュザー三ツ星獲得 南青山にある食ザーオーガニックレストラン（5月10日、SODクリエイト）
- 終電がなくなりちょっと綺麗めの上司の家に泊まることに…メイクを落としたすっぴん顔が幼くまさに俺好みの顔だった!（6月7日、AKNR）[27]
- 揺れるおもい! 先生が巨乳すぎる書道教室（7月12日、AKNR）
- 完全着衣の美学 胸・尻が密着するマキシワンピに発情しちゃった俺 2（8月1日、AKNR）
- タイムリミット（9月6日、SILK LABO）※女性向け作品
- 素人参加型 あなたの願望叶えますシリーズ AV女優20人のオシッコを頭から浴びたい（9月20日、RADIX）
- ゆるふわOL史上最悪の恥辱（11月1日、グローリークエスト）
- 痴女っ気たっぷりなナースと女医がオナニーをコントロールしてくれる センズリ指示 (JOI) 病院 香苗レノン 花咲いあん 向井藍 美咲かんな（11月8日、SODクリエイト）
- 妄想飲尿ドラマ おしっこ宅配レディーのかんなです。（12月20日、RADIX）

- 夫の知らぬ間に5回中出ししても止まらない若奥様 かんなさん (仮名)（2月8日、REAL）
- 常に濃厚ベロチュウしっぱなし 唾液まみれのイチャラブSEX（3月7日、MILK）
- お嬢様学校 お仕置き倶楽部レズビアン 妃月るい 美咲かんな（3月7日、ビビアン）
- 僕のセフレは実の姉 かんな (女子大生)（3月23日、JUMP）
- しがみつきホールド孕ませSEX 2（4月4日、グローリークエスト）
- 元カレに抱かれて… 昔のオトコに疼く若妻（4月12日、REAL）
- おさせ ー誰とでも寝る人妻たちー（5月31日、REAL）
- 襲われてるのに濡れる女（6月14日、REAL）
- TSF 僕はドッペルゲンガール 美咲かんな 海空花 後藤里香 川越ゆい（6月20日、ROCKET）
- REALアイドルコレクション 美咲かんな 未公開映像つき（7月26日、/REAL）※単体ベスト
- 朝霧浄監督作品 恋人のふりをする年下の女に少年のような恋をした俺（8月9日、REAL）
- 僕のねとられ話しを聞いてほしい 仮想通貨に手を出した夫のロスカット回避の為に泣く泣く一度だけ抱かれて寝盗られた妻（9月7日、JET映像）
- あなたは私なしでは生きられないカラダなの ―美人セラピストの膣トレッスン― 美咲結衣 美咲かんな（9月27日、REAL）
- 姉妹NTR 大好きな彼を姉に寝取られた私 美咲かんな 堀麻美子（10月24日、ヒビノ）
- 逆恨みされて犯された極妻未亡人（11月8日、REAL）
- 職業体験で知り合ったお姉さんに童貞を捧げた俺（11月21日、AKNR）
- 接吻コントロール（11月29日、ワープエンタテインメント）
- 寝取らせ緊縛 抱かれずに疼く若妻（12月13日、REAL）
- レズセクソロジー ～禁断の性科学 性感開発レズビアン～ 美咲かんな 妃月るい（12月13日、U&K）

- SEISHIDO second デパートで働くセクシーな赤い口紅の美容部員の生フェラごっくんサービス 美咲かんな 葉月レイラ 杉咲しずか 香苗レノン（1月9日、SODクリエイト）
- 隣の美人奥さんはデリヘルみたいに呼べて射精看護をしてくれるエロ人妻ナース 2（1月24日、クリスタル映像）
- 弟の事が好きすぎるエッチで猟奇的なブラコンお姉ちゃん かんなちゃん（1月25日、JUMP）
- Gossip & Scandal focus 001（2月6日、SILK LABO）※女性向け作品
- 彼氏と喧嘩してご近所のお姉さんに相談してからの4日間 枢木あおい 美咲かんな（2月14日、REAL）
- 杭打ちピストン騎乗位 絶頂を繰り返すPtoMセックス（2月14日、BAZOOKA）
- アナタの前でレズらせて! 岬あずさ 美咲かんな（2月19日、レズれ!）
- デカ尻お義母さんにイカされる奇妙な共同生活（3月13日、REAL）
- オ・ン・ナ♀ざかり 美咲かんな（4月3日、ワープエンタテインメント）
- 美咲かんな7変化 BEST SELECTION（4月10日、REAL）※単体ベスト
- 深夜1時 静まり返ったオフィス 若い男女二人っきりの残業オフィスSEX（4月10日、ヒメゴト）
- ママのリアル性教育 美咲かんな（5月7日、グローリークエスト）
- 隣人の情婦になってしまった妻 28（8月7日、JET映像）
- 姉に恋した私 日泉舞香 レズ解禁 日泉舞香 美咲かんな（8月27日、アイエナジー）
- 清楚で潔癖性の若妻がホームレスに無理やり犯された日々（8月28日、NAGIRA）
- パンストの誘惑（10月1日、プラネットプラス/クローズ）
- 奴隷島 特別編 美咲かんな（11月7日、アタッカーズ）
- マンスジ前貼りお漏らし（11月12日、RADIX）
- 息子の嫁（12月1日、プラネットプラス/七狗留）
- あなた、許して…。 背徳のリモートワーク 美咲かんな（12月7日、アタッカーズ）
- 極妻未亡人 それから… 美咲かんな（12月11日、REAL）
- 黒髪娘のクリトリスの形までハッキリわかる!ノーモザイク連続絶頂パンツ越しオナニー（12月24日、アイエナジー）

- 淋しい人妻の堕とし方（2月7日、アタッカーズ）
- 奴隷色のステージ 調教の日々（3月7日、アタッカーズ）
- 交通事故示談NTR 配偶者が起こした交通事故… 陰湿な示談交渉の中で被害者様の性処理を手伝わされた貞淑妻（4月7日、JET映像）
- 父親が闇金で作った借金の肩代わりをさせられた不幸な女子大生 債務者の娘 かんな（5月22日、JUMP）
- 義父と嫁、密着中出し交尾（6月3日、グローリークエスト）
- 共働き主婦の湿ったパンスト（7月7日、アタッカーズ）
- 【超部屋結界】ハーレムSPECIAL ～ようこそ僕だけの淫乱女学院へ イヒ!～ 清楚でウブな女子校生を下品な淫乱女子へと●●支配する 松本いちか 前乃菜々 木下ひまり 美咲かんな 愛須みのん（8月12日、SODクリエイト）
- 入院中にオナニーしようとしたらナースが邪魔しに来る!? 金玉パンパン、我慢させられ、食べ頃になった俺のチ○ポ。デカ尻で誘惑して、パクッと食べて大量ザーメン発射に歓喜のエロナース!!（9月23日、SWITCH）

- 禁断介護 美咲かんな（1月17日、グローリークエスト）
- 義兄に弱みを握られた私は、毎日犯されています… 美咲かんな（2月20日、プラネットプラス/七狗留）
- モルモット 鬼畜健康診断 クスコ拡張昏睡姦 変態医師に狙われ眠らされた新社会人たち（3月2日、素人39）
- 娘の前で雌犬のように激しく突かれて 美咲かんな 東雲あずさ（3月7日、アタッカーズ）
- 同じマンションに住む生意気で高飛車なとなりの奥さんに罠を仕掛けて快楽堕ちさせたら欲求不満のただのスケベな女でした 美咲かんな（3月21日、アクアモール/エマニエル）
- 現役ナースが何度も射精させるほど高額賞金GET! 連続射精チャレンジ! 心優しいナースさんたちが金玉空っぽになるまで抜きまくり! 発射を促すために天使のおま○こに挿入も! 4名全員SEX合計20発射!（3月24日、赤面女子）
- 「家遠いの? じゃあ… うちに泊りにくれば」 終電を逃し家に泊めてもらったら普段は真面目な上司が就業中の姿からは全く想像もできないビッチな姿を見せつけてきた… 美咲かんな（3月28日、クリスタル映像）
- ヤリモク人妻。マッチングアプリでゲット!! 出会って超速ホテルIN即マン! 美人妻は即効型の都合のイイ絶倫タダマンビッチだった。 人妻:かんなさん。（4月4日、ナンパJAPAN）
- ママ友の仲良し美人奥様2人が【童貞君を探し出して筆おろしセックス出来たら100万円!?】に挑戦! 夫に内緒で童貞求めてはじめての逆ナンパ!! 見つけ出したガチガチ年下童貞チ○ポに興奮しちゃったご無沙汰人妻2人がチ○ポ奪い合うハーレム筆おろしW生中出しSP（4月14日、赤面女子）
- Wレースクイーン拘束逝かせ 2 森沢かな 美咲かんな（4月18日、ミル）
- 童貞の僕とキスの練習に付き合ってくれた旦那持ちの姉。暴走して中出しし続けた。桃色かぞく VOL.31美咲かんな（4月20日、SODクリエイト）
- 初老の小説家に飼われた編集者の妻 美咲かんな（4月20日、プラネットプラス/七狗留）
- 両隣の中年男性に狙われた入居者―。 人妻の肢体をねぶり尽くす…。中年サンドイッチ性交 美咲かんな（4月25日、マドンナ）
- 夫の不倫の証拠を見つけた私は、義理の弟を誘惑して何度も、何度も、中出しSEXをしてしまった…。 美咲かんな（4月25日、h.m.p DORAMA）
- 素人ヘアヌード大図鑑 ～ 都内大学病院勤務 新人看護師編（4月25日、S級素人）
- 秘密捜査官、堕ちるまで… 復讐を胸に抱いて 美咲かんな（5月2日、アタッカーズ）
- 僕のオナ禁を知った彼女の姉・かんなさんに、射精禁止の焦らし見つめフェラチオで何度も暴発【台無し射精】からのごっくんでマッチポンプ射精管理され続けた5日間 美咲かんな（5月9日、グローリークエスト）
- 嫁たんぽ 友人に借金の相談に行ったら嫁を担保に差し出すように言われて… 美咲かんな（5月9日、JET映像）
- ご近所おばさんのピタパン尻にデカチン即ハメ! 7  強引な挿入と寸止め焦らしピストンのイケメン口説きSEXに忘れていたメスの性欲を思い出した美人妻!「まだ出せるでしょ…?」 肉厚デカ尻の激しい杭打ち騎乗位で精子を何度も搾り取る連続中出しSEX 合計15発!（6月6日、DEEP'S）
- 家庭訪問（ゴミ屋敷）で保護者（不潔オヤジ）に監禁べロキス媚薬漬けされたお堅い先生（潔癖） 女教師キメセク7日間 美咲かんな（6月20日、MOODYZ）
- チェックインからアウトまで20時間 愛する夫のため、絶倫男にイラマレ○プされ続けたその先に…。 美咲かんな（6月20日、溜池ゴロー）
- 美人パートさんと客がいない3分くらいの間でも店内でインスタント不倫するコンビニ深夜バイト 美咲かんな（6月22日、YONAKA）
- 上司と部下の妻 23 ～愛する夫のために今日もあの男に抱かれます～ 美咲かんな（6月27日、ながえSTYLE）
- 旦那には見せない…。人妻たちのシタくて堪らない性欲を密かに盗撮2 光さん / Fカップ / 32才 / 清楚でおしとやかに見える欲求不満妻 愛花さん / Fカップ / 34才 / ヤリ盛りで我慢できないサセ妻（6月27日、お持ち帰り/熟女卍）
- 美脚キャビンアテンダントだけを狙う大手航空会社専門 追撃ピストンマッサージ 4（7月4日、変態紳士倶楽部）
- デカチン近親相姦 息子のズル剥けチ●ポでねとられた母 美咲かんな（7月11日、JET映像）
- 超焦らしスローレズセックスで敏感乳首をもてあそばれ早漏乳首開発された巨乳義妹 柏木こなつ 美咲かんな（7月11日、ビビアン）
- マジメな国立大に通うカワイイ女子大生がエロ恥ずかしい素股焦らされ体験! パンティ布越しにデカチン先っぽ3cm挿入!! 敏感なおま○この入り口だけをグリグリされて奥まで挿れて欲しくなっちゃってスケベ汁溢れるワレメにヌルっと生挿入! 膣奥直撃生ハメ激ピストン!! キュンキュン絞まりイキするJDおま○こに連続中出しSP（7月14日、赤面女子）
- アナウンサー志望の名門校女子大生限定! 「女子アナはどんな状況下でも原稿を読めるはず!?」 固定バイブ淫語ニュース超過激リポート3 イタズラ妨害に屈せず原稿読み終えたら100万円! 途中で断念したら即ハメ中出し罰ゲーム!（7月18日、はじめ企画）
- 隣のぷりけつ人妻の無意識な尻肉挑発に興奮してフル勃起のデカチンで旦那の留守中イキまくるまで鬼突きしてしまった… 美咲かんな（8月8日、JET映像）
- トップ・シークレット CASE 1（8月10日、SILK LABO）※女性向け作品
- 『愛し合う夫婦が残したいメモリアルヌードフォト』と題された雑誌の企画と妻を騙し、絶倫チ○ポ男と素肌密着偽撮影会で寝取られ検証!! 旦那よりも若くてカチカチに反り返ったチ○ポがマ○コまで3cmに超接近して奥さん急激欲情!? 旦那が近くにいるにも関わらず生中出し!! 13（8月18日、DOC）
- ヤリたくなったら即注文 家にやって来る配達員を狙って犯す痴女人妻 美咲かんな（8月22日、クリスタル映像）
- 「口だけならいいよ…」性欲旺盛なデカチンの甥っ子にお願いされ仕方なく13発おしゃぶりごっくんする元ヤリマンの若硬ち○ぽ大好きな叔母さん 美咲かんな（9月5日、LUNATICS）
- 人妻のぬくもり 童貞の僕が優しい既婚女性に筆おろししてもらった話 美咲かんな（9月5日、熟女大学/熟女卍）
- 一般男女モニタリングAV 巨乳の人妻さん! タオル一枚男湯でおち○ぽ洗い屋体験してみませんか? 年下男性客のフル勃起チ○ポに囲まれ戸惑いながらもしごいてしゃぶってザーメン抜きまくり! 過激なミッションでオマ○コが火照ってしまいそのまま浮気乱交で生中出し! 総発射25発（9月19日、DEEP'S）
- 大きなお尻の女子社員を選抜! 尻コキ用オナホール開発調査だけのはずが… ま○ことオナホの感度比較チェックで生ち○ぽ挿入! デカ尻4名の柔らかさ・揺れ具合・感度を徹底調査!（9月21日、SODクリエイト）
- 江の島ビーチで輝くビキニGALの皆さん!! 「童貞美大生のデッサンモデルになってくれませんか?」 ナイスボディをデッサン中にフル勃起しちゃってうまく描けない童貞君に開放的なビキニ娘はムラムラ最高潮ww 「エッチしてみる」そのまま祝筆おろし中出しSP（9月22日、赤面女子）
- 盗撮、睡眠輪●、襲撃中出しレ×プ、集団わいせつ… 狙われた現役アイドル。悲惨すぎる握手会イベント。鬼畜行為で壊された4名（9月22日、ハラスメント）
- 【素人個撮】どこでもフェラチオ 6 激レア美少女10名（9月26日、S級素人）
- ネットリ絡みつく粘着フェラでご近所肉棒を総舐めするお節介奥様かんなさん 美咲かんな（10月1日、OFFICE K’S）
- 生贄デス・ゲーム 被虐にまみれた若妻 美咲かんな（10月3日、アタッカーズ）
- 色気が溢れる大人の女に耳舐めされながら甘い吐息で囁かれる下品な淫語責め 美咲かんな（10月3日、Fitch）
- 泣きジコりNTR もうすぐ海外留学する僕が近所の人妻さんと別れを惜しんで泣きながら夢中でSEXした話 美咲かんな（10月10日、JET映像）
- 他人を見下す高飛車バリキャリOLも虜にする 女性専用強制開発M性感エステレズ 末広純 美咲かんな（10月10日、ビビアン）
- 濡れてテカってピッタリ密着 神競泳水着 美咲かんな  可愛い女子の競泳水着姿をじっとりと堪能! 着替え盗撮から始まり貧乳から巨乳にパイパン、ハミ毛、ジョリワキ等のフェチ接写やローションソーププレイや競泳水着ぶっかけ等を完全着衣で楽しむAV（10月12日、親父の個撮）
- 「失神するほど気持ちイイ」野外露出SEX 美咲かんな（10月24日、セレブの友）
- 媚薬絶頂への恐怖に悪堕ちする誇り高き女捜査官。 黒川すみれ 美咲かんな（10月24日、ダスッ!）
- 家事の合間に互いの欲を満たし合う、デカ尻人妻との濃密時短不倫。 美咲かんな（10月31日、ROYAL）
- 《強〇わいせつ流出》《ブラック部活》女子マネ集団い〇め/昨年全国ベスト8・名門大学サッカー部/被害者4名（11月2日、素人39）
- 何コレ?! こんなの初めてっ!! 媚薬がたっぷりしみ込んだ布が、第2の皮膚となって全身を覆う常識破りの快感エステ!! 4（11月9日、LEO）
- 雨宿りに駆け込んだ思い出のホテルで…ずっとセックスレスだった妻の濡れ姿がやけに艶っぽく再燃した情欲のまま恋人同士に戻って一晩中ハメまくった 美咲かんな（11月14日、アリスJAPAN）
- この家族、娘にする為ならなんでもします。～犯され続けて娘になった私～ 倉本すみれ（11月14日、REAL）※主演は倉本すみれ。美咲は母親役で助演。
- 憧れの女性職業の最高峰! 大手航空会社のキャビンアテンダントと童貞君が黒パンスト直穿き素股で超発情!? 黒パンスト越しの童貞デカチン先っぽ3cm挿入! 敏感なオマ○コの入り口をグリグリされて奥まで挿れて欲しくなっちゃったCAさんが生ズボッ筆おろし// 優しくも腰振るガニ股騎乗位で連続仰け反りイキ!!（11月24日、赤面女子）
- 媚薬コンドーム J●デリヘルを呼んだら「ゴム付けないとフェラしたくない」と生意気な事を言ってきたので媚薬付きコンドームで興奮させてからバック素股で生挿入!!（11月28日、SCOOP）
- 残業中、2人きりの社内で仕事に厳しい行き遅れピタパン女上司のデカ尻に無自覚挑発され即ハメしたら何しても喜ぶ天然ドMちゃんだったので孕むまで毎晩中出しオナホ扱いした。 美咲かんな（12月5日、LUNATICS）
- 「脱いでくれたら入会するよ。」 マルチ勧誘の女ホテルに連れ込んで生ハメカウンター喰らわせてヤッた 。 勧誘人妻 みさき。（12月5日、ナンパJAPAN）
- 親戚のおばさんに筆おろしされた僕。リターンズ 17（12月5日、LEO）
- 出所直後の巨根男に自宅に居座られ服役中に溜まりまくった精子を怯える夫の眼前で 明け方まで何発もぶち込まれた妻 美咲かんな（12月12日、JET映像）
- バストアップに効果抜群!? 執拗な乳揉み乳首責め 出張性感デトックスエステでエビ反り絶頂でイキまくる感度抜群欲求不満玉の輿セレブ婦人 4 美咲かんな（12月19日、カルマ）
- 浮気された腹いせに…夫へのプチ復讐から恐る恐るAV出演を決めた美人奥さん。結果、他人チ●ポにドハマリする! 全身敏感美形妻 かんなさん 28歳（12月19日、あたご屋/エマニエル）
- 巨根強盗の絶倫ピストンに快楽堕ちしたバイト妻 潮吹き屈辱アクメ10強姦!! 美咲かんな（12月26日、ダスッ!）
- 発禁 23 専業主婦 みなみ (29)（12月29日、ワープエンタテインメント）

- MGC ACT.5 MAX GIRLS COLLECTION 2024（1月2日、MAX-A）
- 入院生活が長すぎて無防備な新人ナースのぱつぱつスケパン尻で毎日勃起してしまう僕 6（1月5日、LEO）
- 「もしバレても…ほぼキスしかしてないからって言おうね?」 そんな免罪符のために、セックスの何倍もの回数のベロキスで求め合い続けた接吻依存エスカレート不倫 美咲かんな（1月9日、グローリークエスト）
- 超屈辱!! 社員旅行で全員のおもちゃにされてしまった妻 4 美咲かんな（1月9日、ながえSTYLE）
- 彼女に内緒で彼女の母ともヤってます… 美咲かんな（1月9日、JET映像）
- その瞳と唇と美尻に釘付け… 人妻不倫デート 旦那とはセックスレスな美人妻と一日中何度もたっぷり中出し性交。かんな 30歳（1月9日、クリスタル映像）
- まるっと! 美咲かんな（1月20日、プラネットプラス）※単体ベスト
- 飲み会後酒酔いキス魔の女上司にねっとりキスを教え込まれて金曜から月曜まで接吻中出し性交 美咲かんな（1月23日、MOODYZ）
- 隠れ淫乱まんちょにズボズボ! 美貌の口からエッチな言葉とフリフリ美ケツでどっかん性交! 卑猥語女 美咲かんな（1月23日、MARRION）
- 素人妻が一般大学生の自宅にコンドーム1つ渡され一泊一度のゴム姦では満足できず宿泊中2度もガチ中出しを許してしまう騎乗位がお好きな欲求不満妻 みさきさん 30歳（1月25日、コスモス映像）
- 女体見せつけエステ嬢がドライオーガズムに導くメスイキ逆バニー 美咲かんな（2月6日、MOODYZ）
- 田舎から都会に引っ越してきた人妻の無防備ノーブラ誘惑。 美咲かんな（2月6日、BeFree）
- じんかくそうさ洗脳催眠 ワシの家をゴミ屋敷呼ばわりする高慢ちきな女性議員を洗脳モリモリ催眠で必勝精飲当選成就させてやった編 美咲かんな（2月6日、山と空/妄想族）
- 汁だくママ活ハメ撮りドキュメント 夫の性癖を満たす為にデカチン大学生に中出しされる人妻 かんなさん（2月6日、Fitch）
- リンパマッサージでガマンできずに綺麗なおねえさんのカラダを強引に弄りまくってたら感じてるようだったのでダメ元でお願いしたらヤラせてくれたッ!! 6（2月8日、LEO）
- 終電を逃した小悪魔後輩にオナニールーティンを崩され 相部屋禁欲で敏感になったカラダを痴女責めされてレズイキ絶頂を繰り返すオナ狂い女上司 美咲かんな 沙月恵奈（2月13日、ビビアン）
- 押しに弱いエステティシャンへハミ出し勃起チ○ポをアソコに押し当てパンツ越し先っぽグリグリ挿入! 欲しがるまで焦らしコスればナマSEXできちゃうのか? Vol.9（2月20日、はじめ企画）
- 湿って艶めく黒パンスト誘惑で僕の惨めチ○ポを勃起させる高慢デカ尻女上司 美咲かんな（2月27日、ダスッ!）
- 全裸ヘリコプター 4 美咲かんな（2月27日、セレブの友）
- まん汁垂れ流し! 吸って震えるクリトリス吸引バイブでクリイキが止まらない! ウーマナイザーオナニー 3（2月27日、グローリークエスト）
- 勝手にREC: 嫌々寝取らせハメ撮り。セフレ人妻を寝取らせた後に追撃6発ヤッてあげた。 即ハメ妻:かんな 【続編】（3月5日、ナンパJAPAN）
- パンティライン丸見えメンズエステ嬢の透けピタパン尻に我慢できずバックぶち込みデカチン即ハメ! イカせてねじ伏せ鬼ピストン!（3月5日、ワンズファクトリー）
- 夫婦交換スワップ温泉旅行 11（3月7日、LEO）
- 実写版! 母さんじゃなきゃダメなんだっ!! 1 & 2 シリーズ累計22万DL超え! 衝撃の「母子相姦」決定版! 美咲かんな（3月19日、Fitch）
- 人妻の花びらめくり 美咲かんな（3月19日、人妻援護会/エマニエル）
- ナニ頼んでも すべて承知する美人家政婦さん 美咲かんな（3月26日、まるかあの/妄想族）
- スレンダー美脚美人が変態脚フェチおやじに責められイキまくり! 美咲かんな（3月31日、オリンポス）
- 美咲かんなの凄テクを我慢できれば生★中出しSEX!（4月2日、ワンズファクトリー）
- 一流ホテルウーマン上品おま○こ激ピストン中出しレ×プ乱交映像（4月2日、変態紳士倶楽部）
- 美咲かんなBEST 5タイトルノーカットフル尺収録!! 3枚組600分（4月9日、JET映像）※単体ベスト
- マジックミラーNTRエステ 隣で美乳スレンダーな彼女が寝取られているのに、僕は巨乳お姉さんの凄テクに抗えず、生中セックスしてしまった。 通野未帆 美咲かんな（4月9日、Hsoda）
- Oh! マイリバティ II（4月11日、SILK LABO）※女性向け作品、配信作品「Cherry bomb」を収録。
- ブーツの美魔女とナマ交尾 即ズボチ〇ポの快感に美貌が蕩ける… かんなさん33歳（4月16日、有閑ミセス/エマニエル）
- 「おねえちゃんが色んなコト教えてあげる♪」 耳元で甘～い囁き淫語連発し生ハメSEX要求してくる僕専属カテキョ義姉 美咲かんな（4月23日、ROYAL）
- 【自撮り】どこでもオナ3 露出癖アリ変態素人10名 公衆トイレ・学内トイレ・雑居ビル階段等（4月23日、S級素人）
- 「愛し合う夫婦が残したいメモリアルヌードフォト」と題された雑誌の特集だと妻を騙し、絶倫チ○ポ男と素肌密着偽撮影会で寝取られ検証!! VOL.3 旦那よりも若くてカチカチに反り返ったチ○ポがマ○コまで1cmに超接近して奥さん急激欲情!? 旦那が近くにいるにも関わらず生中出し!! 15発（4月26日、赤面女子）
- 秘書in...（脅迫スイートルーム） 美咲かんな（5月4日、ドリームチケット）
- タダまんチャンス! 彼氏と別れたばかりの適齢期のお姉さんは人肌恋しいからちょっと押したらすぐヤレる! かんなさん (29)（5月7日、ナンパJAPAN）
- 座ったままの男を一切動かさないS字尻振り騎乗位で骨抜きにする美尻キャビンアテンダント VOL.3（5月9日、DANDY）
- 潜入!! 噂のリンパマッサージ店 20 「裏オプション、いかがなさいますか?」（5月9日、LEO）
- 男を欲情させて生中出しさせるド淫乱な私 ～3つの性事情～ 美咲かんな（5月28日、セレブの友）
- 夫の連れ子に犯されて― 快楽堕ち義母 美咲かんな（5月28日、VENUS）
- 家事代行アナルを即クンニ！肛門クンニの虜になったデカ尻人妻が翌日勝手に押しかけてきたので匂い立つヒクヒク尻穴を舐めほじって中出ししてあげた 3 美咲かんな（6月4日、ディープス）
- 見られたくないけど見られたい性癖の女子 律儀★露出好き 下着泥棒を捕まえるために全裸徘徊すると逆に犯人に全裸を見られてしまい羞恥快楽の虜になり放尿発情し… 美咲かんな（6月4日、山と空）
- 妊活中の欲求不満なデカ尻叔母の無自覚挑発に我慢できずチン突して何度もマン射大量ぶっかけ生ハメ即挿入しまくった。 美咲かんな（6月5日、ルナティックス）
- 近所のヤリチン学生にロックオンされ血管ムキムキのイキりチ●ポで猿のように延々と挿入され続けたマジメでつつましいウチの嫁さん 美咲かんな（6月11日、JET映像）
- アナルで発情！～本能で感じる！美女があえぎ狂う快感レズビアン～ 3 夏木りん 美咲かんな（6月25日、セレブの友）
- 女性専用風俗の指入れクンニにドはまったビンカン奥様！おま〇こ要求はエスカレートして変態プレイを胸に秘めて通い詰め… 美咲かんな（7月3日、ムーディーズ）
- 女同士のオーガズム 野外露出レズビアン2 紗々原ゆり 美咲かんな（7月9日、セレブの友）
- 下宿先の奥さんと肉体関係を持ってしまった僕は留年ギリギリなのに講義にも出ず薄汚いアパート部屋で巣篭もりSEXに明け暮れた 美咲かんな（7月10日、アリスJAPAN）
- 飲みすぎたフリしてデカチン部下を誘惑する淫乱女上司 美咲かんな（7月20日、プラネットプラス）[25]
- 演技演出一切なし！照れて惚れるハメ撮り丸一日デート 美咲かんな（7月23日、セレブの友）
- ハトコのお姉さんとは、結局いつもシテしまう…夏の日の午後。（7月23日、まるかあの/妄想族）
- 心はそのまま…身体が入れ替わり未知の快楽に溺れ狂い共依存に堕ちた義理の姉弟～あなたは私で、私はあなた～ 美咲かんな（8月9日、	人妻花園劇場）
- 毎日上司にいびられているボクは、上司の嫁を性のはけ口にする事で優越感に浸ります… 美咲かんな（8月6日、桃太郎映像出版）
- DAS1 GIRLS MEMORIES 黒川すみれ 2nd BEST（8月13日、ダスッ！）
- 愛する妻の裏の顔 美咲かんな（8月21日、KSB企画/エマニエル）
- 顔面特化 美咲かんなのバイノーラル淫語オナニーサポートとおま●こドアップ騎乗位2D（8月21日、MOODYZ）
- いつも寂しげな瞳で見つめてくる隣人のシングルマザーに恋堕ちした僕。 美咲かんな（8月23日、h.m.p）
- 怒声だけで股間がびしょ濡れ!! M痴女テレフォンオペレーター 激昂チ○ポでイキまくる言いなりクレーム処理SEX 美咲かんな（8月27日、Million）
- ごく普通のOLを突然さらってSEX奴●にする! 6 美咲かんな（8月27日、セレブの友）
- 赤瀬尚子レズ解禁。アナルオフィスレズビアン 3Pデカ尻2穴調教でレズペットになった派遣OL。 赤瀬尚子 藤田こずえ 美咲かんな（9月10日、ビビアン）
- 美咲かんなBEST2 5タイトルノーカットフル尺収録!! 3枚組630分（9月10日、JET映像）※単体ベスト
- 派遣マッサージを頼んだ人妻のチクビに隙を見て媚薬を塗ると我慢できないほどに発情! 乳首責めだけでイキまくる変態と化した官能ボディを責めまくり最後は膣奥に濃厚精子を注入してやった!（9月10日、SCOOP）
- 義母がロングスカートの中でこっそり即ハメ要求! 父親の前でバレない様に下半身だけ大胆不倫!（9月10日、Hunter）
- 近親中出しスイミンカン失敗 途中で覚醒→家庭内で修羅場→開き直り令プされる姉2名（9月13日、ハラスメント）
- 過激すぎる密着施術で客ち●ぽを焦らし勃起させヒモパン越しに擦り付け生ハメ誘うマスク美女メンエス嬢（9月17日、FunCity/妄想族）
- 単身赴任先は田舎町… 隣に住む性欲過多なバツイチ美女の甘いささやきに惑わされボクは何度も中出ししまくった… 美咲かんな（9月24日、クリスタル映像）
- カメラを止めないノンストップ! 終わりなき激イキ快楽120分! 美咲かんな（9月24日、セレブの友）
- 「キスして? 舌入れていい?」 全身舐め尽くすベロキス魔と唾液ダラダラ同棲性活 美咲かんな（9月26日、Materiall）
- 姉御の個撮 神レズ競泳水着 美咲かんな × 冬愛ことね  女が自らカメラを持ち可愛い女子の水着姿をじっとり撮影! 親父の個撮ゆずりのハミ毛、ジョリワキ等のフェチ接写はもちろん女に撮られる恥辱放尿やローション密着やレズSEXを完全着衣で楽しむレズハメ撮りAV（9月26日、親父の個撮）
- 完全顔出しガチナンパ! とっても優しい天使みたいなナースさんに包茎インポ童貞3重苦男子のオナニーの介抱してもらいました!! かわいすぎる裸体にズル剥けフル勃起したち●ぽを白衣の奥にズブリ! 金玉空になるまで何度も中に出しました! 母性溢れる清楚ナース編（9月27日、赤面女子）
- 嫌いな義父に夜這いされて… 美咲かんな（10月1日、ワンズファクトリー）
- ベロチュー大好き奥さんのドスケベ淫語とやらしすぎる接吻 美咲かんな（10月22日、AVS collector’s）
- 素人おま○こくぱぁ観察 4 -制服娘編- 輝くビラビラが透けて見えそうなほど4Kカメラ超接写至近距離で照れイキオナニー30ま○こ5時間（10月22日、S級素人）
- 兄嫁の無防備Tバック尻にチ〇ポが爆発寸前! 理性がブッ飛び何度も暴走バックピストン中出し 美咲かんな（11月5日、ワンズファクトリー）
- 仕事終わりの蒸れたパンスト足を嗅ぎ舐められる快感を知った美脚OLが発情止まらずビリっと破いて穴あけ時短SEX（11月7日、DANDY）
- この関係がバレたら全てが終わる… 上司の妻と密会不倫かんな (32歳) 子供:女の子 (5才・3才)（11月7日、コスモス映像）
- 淫語女子アナ35 チ○ポ椅子ライディング女王 美咲かんなSP（11月7日、ROCKET）
- 背面性交クリニック2 4名のナースによる業務的バックピストン治療180分（11月7日、SODクリエイト）
- After work 4 アンコントロールオフィス（11月7日、SILK LABO）※女性向け作品
- 出張先相部屋レズビアンNTR 地方の下着会社で働くビアン上司とノンケ部下…1泊2日の東京レズビアンストーリー 泉りおん 美咲かんな（11月19日、溜池ゴロー）
- Wセレブ妻 抑えられない衝動、性欲 ～ママ活アプリで出会った年下男と不貞中出しセックスに溺れた日々～ 波多野結衣 美咲かんな（11月19日、VENUS）
- エッチなお姉さんが痴女ってくる中出しOK回春アジアンメンズエステ 美咲かんな（11月26日、痴女ヘブン）
- 母娘緊縛 親子丼調教 美咲かんな 美咲音（11月26日、グローリークエスト）
- カメラの前でおしっこする女 5（11月26日、グローリークエスト）
- 素人おま○こくぱぁ観察 5 -人妻編- 輝くビラビラが透けて見えそうなほど4Kカメラ超接写至近距離で照れイキオナニー30ま○こ295分（11月26日、S級素人）
- もしも2人が交際したら…好きが溢れる1日になりました。一緒にご飯作ってシャワー浴びて唇を重ね、朝起きても好きを確かめ合った初めての1泊2日デート水川潤 美咲かんな（12月12日、凸凹はぁと）
- 素人妻濃厚おしゃぶり口内射精 フェラチオが上手すぎる人妻 10人（12月15日、プリモ）
- 穴という穴が寂しいシングルマザー 久しぶりに優しくされた男に発情し、欲深く搾り取った彼女の姿は上も下も精液垂れ流し。 美咲かんな（12月24日、Million）
- 「明日って仕事休みだよね? 部屋のエアコン壊れちゃったの。見に来てくれる?」 美咲かんな（12月24日、h.m.p DORAMA）

- 映画撮影で寝取られてしまった最愛の妻。 美咲かんな（1月7日、グローリークエスト）
- 顔出しMM号 美人妻限定 ザ・マジックミラー 仲良しママ友対抗! 童貞逆ナンパ射精バトル!! 4 出会ったばかりの年下童貞を人妻が恥じらいながらも手コキ・オナホコキ・フェラ! 筆おろし中出し!!（1月7日、DEEP'S）
- 経費でピンサロ行ったことが経理の女子社員にバレて叱られると思ったら僕に惚れてたみたいで嫉妬のジト目フェラで何度も抜かれまくった 美咲かんな（1月14日、アリスJAPAN）
- 亀頭1cm誘惑挿入!を何度も繰り返してくるノーパン若妻メンエス嬢。日々男性客からの本番交渉を今か今かと待ちわびている!（1月14日、Hunter）
- ケツ穴のシワまで丸見えにして、アナタだけに見せつけるオナニーで激イキする15人の女たち! vol.4（1月14日、セレブの友）
- 肉棒快楽に堕ちた母失格の身代わり肉便器 コンビニのレジ金をパクって夜逃げした息子の代償で呼ばれたらすぐ行き精子逆流するほど中出しされてしまう母のワタシ… 美咲かんな（1月21日、MOODYZ）
- 先生と私 裏チャンネル ～清純女子オス化ペニバン倒錯レズ～ 美咲かんな 桜かな（1月21日、U&K）
- 2段階NTR 1, 弱みを握った男に彼女とのハメ撮り映像を献上させる。2, その後、断れない彼女を無茶苦茶ハメる。世田谷区で同棲2年、美容室勤務 ゆいさん (29)（1月23日、SODクリエイト）
- 夜勤明けのナースはチ○ポが欲しくてたまらない!? 超多忙な都内病院勤務の看護師さんが童貞君の悩めるち○ぽ診察 & エロマッサージにムラムラ発情! デカチン跨りSEX没頭グリグリ騎乗位筆おろし/// 発情しすぎて連続射精!! 精液を中出し採取SP（1月24日、赤面女子）
- 磨き抜かれた最高到達点のエロスを開放! 美咲かんなの止まらない連続中出し、連続顔射、本能の汗だく中出しセックス（1月28日、TEPPAN）
- 美咲かんな まるごと完全収録11時間08分BEST（1月28日、セレブの友）※単体ベスト
- よだれ & キスに溺れるレズビアンオナニーであなたを誘惑・挑発する8組16人の女たち（1月28日、セレブの友）
- 仕事の営業回り中に同僚女子社員とサボリラブホでハメ飲み【個撮】 美容会社営業 Mさん。（2月4日、ナンパJAPAN）
- エステティシャンに恋した私一瞬で一目惚れして施術中にキスしたら一気に距離が近づいて一緒にゴハン作ってお風呂に入って好きが溢れ続ける同棲レズタイム 美咲かんな 美丘さとみ（2月6日、凸凹はぁと）
- パワハラ気質で生理的にぜったい無理な夫の上司に同行した地方出張で悶絶の絶倫巨根で突かれまくった僕の妻が健闘むなしく翌朝までには快楽堕ちしてしまった……的な話です 美咲かんな（2月11日、JET映像）
- W美痴女、拘束逝かせアメイジング（2月18日、ミル）
- 人妻セーラー服 エッチな妄想が止まらない! 結婚4年目 31歳 みさきさん（2月27日、MERCURY）
- 「終電なくなっちゃったね…じゃあウチくる?」 終電を逃して旦那さんが出張中の女上司の家にお泊まり不倫、誘惑発情された僕は興奮して朝までハメ続けた 美咲かんな（2月28日、h.m.p）
- BODY JACK 3 ～ダーク憑依3人のフェチ男～ 美咲かんな 沙月恵奈 辻さくら 川越ゆい 星仲ここみ 花芽ありす（3月6日、ROCKET）
- 美谷朱音がW囁き脳イキさせる極上のASMRレズ主観 4K撮影映像 豪華4シチュエーション×4共演（3月11日、ビビアン）
- オマ〇コ全開!! ド淫乱ガニ股オナニー ～下品な腰使いを見せつけ絶頂する15人の女達～（3月11日、セレブの友）
- 息子の同級生の父親と週1で闇営業ハプニングバー密会。他人にSEXを見られる快感にハマった欲求不満の不倫ママ 美咲かんな（3月14日、ホットエンターテイメント）
- 頻尿痴女 完全ノーカットで魅せる美咲かんなの麗しきオシッコ（3月20日、RADIX）
- 不倫した【妻・かな】とその【相手・美咲】にチ×ポを捻じ込んで子宮で理解らせてやった。 水戸かな 美咲かんな（3月25日、マドンナ）
- 出張マッサージ師の巨根に欲求不満を隠せないHもバリキャリなアラサー独女OLのピタパン尻誘惑 美咲かんな（4月1日、DEEP'S）
- いびつな性癖、美女がチンチンをイジメ倒す3本番 美咲かんな（4月1日、S-Cute）※配信作品のDVD版。
- 海外赴任から帰国したら… 嫁さんが近所のオラついた巨根男の言いなり孕ませ肉便器になっていました… 美咲かんな（4月8日、JET映像）
- 一般男女モニタリングAV 巨乳妻限定! ノーハンドフェラでズラ～ッと並んだチ○ポ10本の中から愛する旦那のチ○ポ当ててみて! 4 ハズレたらいきなりデカチン即ハメ! 形・大きさの異なるフル勃起チ○ポと大量ザーメンを味わって発情した人妻オマ○コは旦那の目の前なのに絶頂が止まらない!!（4月15日、DEEP'S）
- レズ責めM性感 ～レズテクに堕ちる欲求不満の女たち～（4月15日、U&K）
- 素人おま○こくぱぁ観察 8 -人妻編- 輝くビラビラが透けて見えそうなほど4Kカメラ超接写至近距離で照れイキオナニー30ま○こ290分（4月22日、S級素人）
- プラチナ級 素人清楚妻による人生最初で最高の一生思い出に残り続ける優しい童貞筆おろし（4月25日、赤面女子）
- 1日中セックスしよッ! 朝から晩まで、いつでもどこでも本能のままSEX三昧!! 美咲かんな（5月6日、MAX-A）
- 普段はバリバリキャリア系なのに酔っぱらうと部下にエロすぎるベロをねじ込んでくるキスハラ女上司 美咲かんな（5月6日、DEEP'S）
- クレーマー視聴者の言いなりになってしまったTV局でイカされながらも真面目に原稿を読み続ける女子アナウンサー (被害者Mさん・28歳既婚)（5月8日、SHIGEKI）
- 天才痴女医の神の手コキ! 悩める患者を至極のハンドテクで何度も勃起させては射精に導くED治療のスペシャリスト 美咲かんな（5月13日、Million）
- ケツ穴のシワまで丸見えにして、アナタだけに見せつけるオナニーで激イキする15人の女たち! vol.5（5月13日、セレブの友）
- 極上!! 三十路奥さま初脱ぎAVドキュメント 有沢涼子（5月20日、熟女JAPAN）※「有沢涼子」名義
- 新米 CA さん固定バイブ超過激リポート! 2 アナウンス原稿を読み切ることができた100 万円! 断念したらガニ股黒パンストに即ズボ罰ゲーム（5月22日、SHIGEKI）
- 唾液滴るキスが上手すぎる痴女先輩の誘惑に負けて毎晩密着中出し交尾しています。 美咲かんな（5月27日、h.m.p DORAMA）
- ツンデレ淫乱の清楚なお姉さんが、中出しセックスされるエッチなストーリー 美咲かんな（5月27日、セレブの友）
- 時間よ止まれ 時間停止の世界 VS 美咲かんな 美人看護師の時姦（5月27日、まるかあの/妄想族）
- 泡姫桃源郷 綺麗なお姉さんソープ嬢に生中出し連続射精 美咲かんな（6月3日、MAX-A）
- How to 学園 観たら【絶対】SEXが上手くなる教科書AV 【絶対中イキさせられる絶頂体位編】 美咲かんな（6月10日、バレマンッ!!/妄想族）
- 緊縛調教妻 欲求不満を見抜かれ助平な義父に開発された若妻。失禁とSMに快楽を覚え開花していくドMな性癖 美咲かんな（6月10日、グローバルメディアアネックス）
- 学生時代の恋人と偶然の再会 ― 。 失われた時間を取り戻すように不倫セックスに溺れていく愛人堕ちレズビアン 十束るう 美咲かんな（6月10日、ビビアン）
- ご主人様を溺愛!! 無防備が過ぎる美人メイドの過激誘惑!! 全裸よりSKBな透明バニー痴女のイキまくり杭打ち騎乗位 美咲かんな（6月24日、クリスタル映像）
- 素人おま○こくぱぁ観察 10 -ミスコン女子大生編- 輝くビラビラが透けて見えそうなほど4Kカメラ超接写至近距離で照れイキオナニー31ま○こ5時間12分（6月24日、S級素人）
- スワッピング趣味の変態夫婦にNTR性癖を植えつけられる！純粋ウブな庶民妻を金持ち夫妻に貸出したことでインモラルな快楽に沼ってしまう 小湊よつ葉（7月24日、SODクリエイト）[28]

### アダルトVR
- VRフェラチオだから、すごくリアルでしょ?（11月10日、KMPVR）
- 生中出しスペシャル!! VRセックスだから、すごくリアルでしょ?（11月10日、KMPVR）[25]
- 美咲かんな オマ●コ・アナル見せつけVRオナニー（11月10日、KMPVR）
- 集団VRフェラ ～VRだから実現! これが本当のハーレム状態!～ 乙葉ななせ 浜崎真緒 美咲かんな 花咲いあん（11月10日、KMPVR）
- 性的に歪んだ兄妹愛だが幸せなので問題無し（11月10日、CASANOVA）
- お兄ちゃん、えっちな妹でごめんなさい。（12月30日、CASANOVA）

- 進化系VRオナニー!! 見つめあいながら一緒にオナニーしようよ!（2月2日、KMPVR）
- 最強タッグ!! VRでW乳首舐め手コキ! ～全身リップで舌技の超絶テクニック!～ 美咲かんな 篠田ゆう（2月2日、KMPVR）
- メイドでダブルVRご奉仕フェラ 美咲かんな 篠田ゆう（2月2日、KMPVR）
- VR 3Pスペシャル 美咲かんな × 篠田ゆう ～VRだからホントに3Pしているみたいでしょ!!～（2月2日、KMPVR）
- 10万円の高級ソープがVRなら980円で体験できる!!（2月2日、KMPVR）
- Wバニーガール スペシャル足コキ 美咲かんな 篠田ゆう（2月6日、KMPVR）
- VR 3Pスペシャル 美咲かんな × 篠田ゆう ～まだまだ我慢出来ないからもっと突いて!!～（2月17日、KMPVR）
- 豪華共演!! VRでWオナニー!! 一緒にオナニーしようよ! 美咲かんな 篠田ゆう（2月23日、KMPVR）
- 「ガマンしないでいーっぱい出してね♡」 4人のナースに優しく見つめられながら搾り取られるハーレム手コキ、フェラ 川村まや 涼川絢音 美咲かんな 桜ちなみ（4月28日、KMPVR）
- エッチなナースのフェラ、手コキ2連発スペシャル（5月3日、KMPVR）
- エッチなナースの濃厚生中出しスペシャル!!（5月9日、KMPVR）
- 「良いではないか」(悪代官)「あーれぇーーー」 VR 3P 美咲かんな 逢沢るる（5月9日、KMPVR）
- ゲス不倫温泉旅行SEX（5月12日、KMPVR）
- 温泉コンパニオンのトリプル性接待!! あおいれな 美咲かんな 逢沢るる（5月12日、KMPVR）
- 修学旅行、女子部屋で!! 性春時代にタイムスリップ!! あおいれな 美咲かんな 逢沢るる（5月12日、KMPVR）
- 愛あるベロチュウSEX 競泳水着編（6月6日、KMPVR）
- かんなちゃんの寝顔を独り占め! 夢の添い寝でたっぷりイタズラ＆フェラチオコース（6月6日、KMPVR）
- VR 3Pスペシャル 美咲かんな × 逢沢るる ～VRだからホントに3Pしているみたいでしょ!!～（7月7日、KMPVR）
- 緊縛イラマ 美咲かんな Sではないが発射せずにはいられない!（7月7日、KMPVR）
- 緊縛中出し 美咲かんな Sではないが発射せずにはいられない!（7月7日、KMPVR）
- むっちむちのブルマ姿でエッチなトレーニング 美咲かんな 麻里梨夏（7月18日、KMPVR）
- ぴちぴちスク水でえっちなハーレム授業 佳苗るか 麻里梨夏 美咲かんな 川上ゆう（7月18日、KMPVR）
- 夢の超豪華一夫多妻性!! 激カワ妻達に4連続中出しスペシャル!! 佳苗るか 麻里梨夏 美咲かんな 川上ゆう（7月21日、KMPVR）
- 10人連続ナマ中出しSEX ノーパンバスケットボール 佐倉絆 佳苗るか 篠田ゆう 尾上若葉 麻里梨夏 美咲かんな 川上ゆう 波多野結衣 大槻ひびき 水城奈緒（8月1日、ケイ・エム・プロデュース）※「VR-1グランプリ 2017」エントリー作品
- リアル性教育!!（8月4日、KMPVR）
- 美咲かんな VRスーパーBEST（8月7日、KMPVR）※単体ベスト
- あなたの身の回りのお世話します!! 半ケツ透け乳裸エプロン家政婦 里美まゆ 美咲かんな（8月15日、KMPVR）
- 出張ヨガインストラクター密着生ハメセクササイズ 美咲かんな 愛花みちる（8月15日、KMPVR）
- VRの女王が夢の共演! ささやき誘惑! 挑発接写オマ●コ!! 連続騎乗位! 美咲かんな 川菜美鈴（8月24日、KMPVR）
- 女体化! 僕のカラダが女の子になっちゃった～ 美咲かんな 北川エリカ（8月28日、KMPVR）
- VRバスへようこそ! 変態バスガイドが乗客 (あなた) のザーメンを根こそぎ奪う!（8月30日、KMPVR）
- 「イジメられっこ」で「童貞」の僕を女教師3人が優しくセックスで慰めてくれた 北川エリカ 川菜美鈴 美咲かんな（9月12日、KMPVR）
- バイノーラル もしも美咲かんなが奥さんだったら…（12月15日、KMPVR）
- バイノーラル もしも美咲かんながオナニーの助太刀してくれたら…（12月15日、KMPVR）
- バイノーラル もしも美咲かんながM女だったら…（12月15日、KMPVR）
- バイノーラル もしも僕が美咲かんなのペットだったら…（12月15日、KMPVR）
- バイノーラル もしも美咲かんなが癒し系メンズエステシャンだったら…（12月15日、KMPVR）

- バイノーラル 淋しいクリスマスラブ痴女サンタとなって美咲かんなが舞い降りる!（1月27日、KMPVR）
- バイノーラル ラブ痴女 美咲かんなが憧れのバニーガール姿であなたのチ●ポをしゃぶりあげる!（1月28日、KMPVR）
- バイノーラル 寒い夜だからラブ痴女美咲かんながあなたの寝床に舞い降りた!（1月29日、KMPVR）
- バイノーラル お正月の受験勉強中にラブ痴女家庭教師が舞い降りた!（1月30日、KMPVR）
- 大人の保健室 完全版（3月1日、KMPVR）
- バイノーラル 5つのコーナーで完全攻略（3月3日、KMPVR）
- 美咲かんながラブ痴女になって舞い降りた!（3月16日、KMPVR）
- 長尺 「ねぇ、いっぱい中に出して…」風俗に行ったら超カワイイ子がキタ━━━━（ﾟ∀ﾟ）━━━━!! 超密着風俗フルコースで中出しSEX（4月18日、4KVR）
- 義妹と彼女、夢の味くらべ性活 美咲かんな 松下美織（4月25日、KMPVR）
- 夢の一夫二妻! ラブラブ新妻 はるかとかんながあなたのチ●ポを取り合い中出しおねだりSEX!! 波木はるか 美咲かんな（5月1日、宇宙企画）
- 美咲かんなは僕の奥さん～記念日だから今日はた～くさん気持ちいいことしようね♡～（5月10日、KMPVR-彩-）
- バイノーラル大人の保健室 CASE1 休憩中のナースに生中出ししたんですけど…（5月11日、KMPVR）
- バイノーラル大人の保健室 CASE2 家庭教師の誘惑にガマンできなく素股出ししちゃいました…（5月18日、KMPVR）
- 超エロい衣装の可愛いデリヘル嬢と中出しSEX（5月25日、4K VR）
- 誰もいなくなったキャバクラでチャンス到来! 周りを気にせずヤリたい放題w（5月25日、4K VR）
- 長尺・バイノーラル録音 密着しながら半生半外発射セックスしたらまさかの膣痙攣!（5月25日、KMPVR）
- バイノーラル大人の保健室 CASE3 電車の制服娘に囁き手コキされる妄想が止まらないんですけど…（5月25日、KMPVR）
- ソープランドに行ったら信じられないくらいカワイイ子に遭遇! 密着具合半端なくてマジ興奮!! 当然中出しSEXするしかないでしょ!?（6月13日、4K VR）
- イチャつきピンサロで本番SEX（7月1日、4K VR）
- 長尺・バイノーラル録音 ソープランドにきたら美女2人の2輪車プレイ! ボクは拘束椅子にのせられて大発射! 膣外射精と生中出しの大満足ソープ体験! 妃月るい 美咲かんな（8月8日、ドクジーピクチャーズ）
- 今話題! 家族風にふるまってくれるデリヘル嬢を呼んだら超美乳の美咲かんながやってキターーーー! しかも最後は生中出し（12月14日、KMPVR）
- 新婚気分の1泊2日! 勃起が止まらない夢の癒し系おもてなし中出しソープランド（12月20日、4K VR）
- 激カワ彼女におねだりされて温泉旅行! 湯船やスッピン寝起き時たっぷり生中出し（12月21日、4K VR）

- 制限時間内なら何度も出してくれる裏オプあり生中出しエステサロン（2月8日、KMPVR）
- 最近勃ちの悪くなってきたなぁーと悩む殿方必見! ペニス増大! 何度もできる夢のクリニック 美咲かんな 星川光希（2月8日、4K VR）
- 一見さんいらっしゃい! 必ずヤれるスナック! やるのは美人ママ? それとも巨乳チーママ? 美咲かんな / 葉山りん（3月12日、ドクジーピクチャーズ）
- 男性が見ても女性が見ても、あーなるほど!がいっぱい! イカセるテクニックがわかります! オンナの子が気持ちいいセックスを教えます! 【60fps版】（3月13日、KMPVR）
- あなたを犯してくれる痴女風俗、今回はちょっと強めに責めてみました!（3月14日、KMPVR）
- 新社会人応援! こんな会社なら働きたい! 働く女性堪能スペシャル!（3月15日、4K VR）
- お乳をたっぷり揉んでお店に内緒でこっそり本番させてくれるイチャラブ嬢（4月3日、KMPVR）
- お持ち帰りできるバーに美咲かんな登場! 本番を賭けて勝負に挑む! 勝つのはあなたか? かんなか?（4月12日、KMPVR）
- バニーガールズバーにいったら何と相思相愛! 連続射精でもうキンタマカラカラ（4月17日、4K VR）
- 病院でエレベーターが急停止! 猛烈な尿意をもよおしたナースにあなたは理性を保てるのか?（4月27日、4K VR）
- あなたは見習いエステティシャン、先輩がいない間に客と二人っきりになったら…（4月28日、4K VR）
- あなたが巨乳人妻と密会中に旦那が帰宅。押し入れに逃げ込んだ二人がすることと言えば…（5月31日、4K VR）
- 動けなくなったあなたを徹底介護!? 美咲かんながあなたをたっぷり癒します!（6月1日、4K VR）
- 近視の女将さんとうっかり混浴（9月8日、4K VR）
- 花火大会の夜に浴衣姿の美咲かんなとイチャイチャできるVR（9月29日、KMPVR）
- 一日体験入学! これが噂の尻見放題のフィットネスクラブ!（10月31日、4K VR）
- 残業の女神様、こんな先輩OLに犯されたい! どスケベ社長秘書!（11月1日、4K VR）
- あなたは悪徳看守、かんなは囚人。あなたの目の前であんなこともこんなことも（11月6日、4K VR）
- ファンが作った脚本でみせる美咲かんなのエロイ表情をみながらセックスできるVR作品（11月7日、4K VR）
- 超ゴージャスに美咲かんなが癒してくれる館へようこそ（11月24日、4K VR）
- 露天風呂でイチャラブSEX 貸し切り状態なので周りを気にせずヤリたい放題! もちろん中出し! 美映像でお届けする美咲かんなVR（12月26日、4K VR）
- 借金取りに義母が犯されるのをただ見るしかできないボク（12月26日、4K VR）

- ワケありカップル旅行中●しSEX! バーチャル食事＆イチャLOVEプレイ付!（1月29日、4K VR）
- ビューティフル☆モーニングセックス 最高な彼女（1月29日、4K VR）
- DVD作品の世界観に浸ろう! 「デカ尻お義母さんにイカされる奇妙な共同生活 美咲かんな」の世界に入ってみませんか? コタツ夜這いVR（2月28日、4K VR）
- DVD作品の世界観に浸ろう! 「彼氏と喧嘩してご近所のお姉さんに相談してからの4日間 美咲かんな 枢木あおい」の世界に入ってみませんか? どっちが好きなの? ハッキリしてよ! を体験できるVR（2月29日、4K VR）
- 美咲かんながギャルになってそこそこ生意気なことを言いながら接客するギャル系風俗店 完全版（4月15日、4K VR）※下記2作品をセットにした完全版。
  - 美咲かんなが平成にいたギャルになってそこそこ失礼なことをいうソープランド（4月15日、4K VR）
  - 美咲かんなが平成にいた姉ギャルになって上から目線で責める生本デカ尻ヘルス（4月15日、4K VR）
- 働く! 美咲かんな! もしも美咲かんなが高収入アルバイトしたら… 完全版（5月1日、4K VR）※下記2作品をセットにした完全版。
  - 美咲かんなが昼はファミレス、夜は本番キャバ嬢だったら…（5月1日、4K VR）
  - 美咲かんながマットヘルス嬢だったら…（5月1日、4K VR）
- あなたは新人AD! 女優さんに「ここに挿れてみたい?」と誘われるしメイクさんもオナニーしてるし勃起がとまらな～い撮影現場を一日体験  美咲かんな 優梨まいな（8月27日、4K VR）※下記2作品をセットにした完全版。
  - あなたは新人AD! 撮影中にメイクさんから「内緒だよ! 抜いてあげようか?」 女優さんに「してみない?」と誘惑されるVR（8月27日、4K VR）
  - あなたは新人AD! 撮影終了後、女優さんに飲みに誘われたらそりゃ行くでしょ! しかもそれがハプニングバーでもうヤレる気しかしない!!（8月27日、4K VR）
- SとM男 ようこそ! 私たちの館へ 私たちがあなたの欲望をかなえます! 美咲かんな 如月夏希（8月28日、4K VR）※下記2作品をセットにした完全版。
  - イカセ好きなSのあなたに「気持ち良くしていただきありがとうございます」と言われるVR（8月28日、4K VR）
  - イカサレ好きなMのあなたに「こんなんで硬くなっちゃうんだ」と囁きながらイカセるVR（8月28日、4K VR）
- あなたごめんなさい…。浮気とお仕置き（9月30日、4K VR）※下記2作品をセットにした完全版。
  - かんな女王様の言いなり射精管理（9月30日、4K VR）
  - 夫に浮気がバレてお仕置きされる若奥様（9月30日、4K VR）
- マッチングアプリで美咲かんなと出会えたら…（9月30日、4K VR）※下記2作品をセットにした完全版。
  - ギャルかんなと愛情いちゃラブな見つめあいのひととき（9月30日、4K VR）
  - ギャルの美咲かんなとスクール水着で変態プレイ!（9月30日、4K VR）
- 官能バイノーラル×高精細VR 禁親想姦 完全版（11月11日、4K VR）※下記2作品をセットにした完全版。
  - 官能バイノーラル×高精細VR 連れ子（11月11日、4K VR）
  - 官能バイノーラル×高精細VR 愛しのわが娘（11月11日、4K VR）
- 高精細VR 美咲かんなの射精管理クリニックに体験入院! 完全版（11月20日、4K VR）※下記2作品をセットにした完全版。
  - 高精細VR 美咲かんなの亀頭を絞る膣打ちトレーニング IN 射精管理クリニック（11月20日、4K VR）
  - 高精細VR 美咲かんなの暴発ガマンできるかな? 射精管理検査!（11月20日、4K VR）

- 癒しの館へようこそ 和風ヘルスでたっぷりおくつろぎ下さい（1月8日、4K VR）
- 「これからは他の女の人をチラ見しちゃダメだよ」 束縛強め地雷系サキュバスか「お、なんか触ったらでかくなったぞ!」 オラオラ系ボーイッシュ風俗嬢、あなたはどっちの美咲かんなが好き? 完全版（1月29日、MONDELDE VR）※下記2作品をセットにした完全版。
  - 地雷系サキュバスを召喚して身も心も奪われるVR（1月29日、MONDELDE VR）
  - 魅惑の新風俗体験! 男装女子にもてあそばれるVR（1月29日、MONDELDE VR）
- 天井特化アングルVR ～隣のお姉さんの誘惑セックス～（3月20日、KMPVR）
- VR女王 美咲かんなのコスチューム中出しプレイを高画質60fpsで味わおう!（3月26日、4KVR+）
- GO TO 温泉! お背中お流ししましょうか? 美女と温泉貸し切りしっぽり中出し 高画質60fpsスペシャル!（3月26日、4KVR+）
- パンティを見せるから、いっぱいオナニーしてね（4月2日、KMPVR）
- 特化VR ～べろ～（4月21日、KMPVR）
- 特化VR  ～顔面～（5月14日、KMPVR）
- 女の恥ずかしい部位をじっくり鑑賞VR（6月1日、KMPVR）
- VR女王 美咲かんなベスト 人気作5作品ノーカット収録297分（7月15日、4K VR）※女優ベスト、アウトビジョンVRスコープ専用ソフトとして発売。

- 射精しても、そのまま腰を振られ。客にドタキャンされた美人ホテヘル嬢。射精しても抜かず気付かずの騎乗位で搾りに搾り取られたラブホ従業員のボク 美咲かんな（3月3日、KMPVR-彩-）
- 好きだったらナカに出してくれるよね? ボクに執着する配達員の独占欲がえげつない貪欲レ●プ 美咲かんな（3月28日、KMPVR）
- 僕の童貞を嗅ぎつけた義姉さんが大人の色気を身にまとい近距離囁き初体験 美咲かんな（10月15日、KMPVR）
- これが8K!! 顔面特化アングルVR! 隣のお姉さんの美顏と濡れ髪をガン見しながら洗脳性交 美咲かんな（11月3日、KMPVR）
- 美咲かんなが男をスパイダー騎乗位で捕食する!!（11月17日、KMPVR）
- 美人で自慢の嫁なんだが性欲ありすぎでボクのザーメン1日中欲しがる有様（悪?）夢のような結婚性活 美咲かんな（11月29日、P-BOX VR）
- 未亡人 美咲さんの性事情 教え子の母に童貞だと見抜かれ勉強させている間に僕はS〇Xについて教えてもらいました 美咲かんな（11月30日、SODクリエイト）
- 幾度もオトコの本能を刺激して10発射精するまで痴女の微笑みを絶やさない舐めしゃぶ遊戯 美咲かんな（12月1日、KMPVR）
- サイエンスミクロの世界 理科の先生による放課後の精子実験教室VR 美咲かんな（12月4日、SODクリエイト）

- いっぱい舐めてあげるから、オナニーしてね♡（1月8日、KMPVR）
- 早漏クンの限界悶絶マヌケ顔射精顔大～好き 美咲かんな 美乳美女がヌルヌルおっぱいで金玉容量 0になるまで小悪魔強制寸止め責め & 甘々全肯定生ハメさせてくれる究極の無制限早漏特化ソープ風俗店（1月24日、MONDELDE VR）
- とっておきのアナル誘惑性交 隣に住む人妻レディの尻穴ヒクヒク騎乗位でチ〇ポを鷲掴みされたボク 美咲かんな（4月5日、KMPVR-彩-）
- 普段きつめの女上司が見せた素顔に恋堕ち… すっぴん恥じらい性交VR 美咲かんな（4月13日、KMPVR）
- 振られた童貞の僕に、慰めでキスだけしてくれた旦那持ちの姉。抑えることができない欲望が暴走して近親相姦中出し 美咲かんな（5月23日、SODクリエイト）
- おチ●ポに絡みつく舌使いをノーモザイクでじっくり味合うディルドフェラVR（5月29日、P-BOX VR）
- 体育大学の人妻寮母さんはお風呂にはいってきて性欲あり余る身体で僕のチンポを欲しがるります。 美咲かんな（6月13日、SODクリエイト）
- 「もう射精してるってばぁ」 追撃! 追撃! 追撃で射精しても止まらない男潮大量噴射! 中出し回春エステ 美咲かんな（6月27日、こあらVR）
- 女の子を【絶対に】気持ち良くするためのHow to SEX＜脳がトロけるキスのし方＞＜声が出ちゃうおま〇この触り方＞＜中イキさせる腰の振り方＞AV女優が自分のカラダで童貞の僕に優しく教えてくれるVR 美咲かんな（9月30日、アリスJAPAN）
- 私なんかで興奮してくれるの? アルバイト先の先輩が慣れない酒を飲み、突然のキス魔に。可愛い顔して何度も濃密に全身舐めまわし、文化部とは思えない激しいピストンに朽ち果てた夜。 美咲かんな（11月1日、KMPVR-彩-）
- しゃぶって。舐めて。吸い付いて。初めてできた彼女に早漏が理由で振られてしまったボクを巧みなフェラチオで勃ち直らせてくれる義姉 美咲かんな（11月22日、KMPVR）
- 憧れの美人叔母の激狭ワンルームで至近距離美ボディの無自覚誘惑に試験の不安も忘れて中出しSEXしまくった試験前後の秘密の時間 美咲かんな（12月11日、P-BOX VR）

- 10回発射するまで終わらない超凄プレイでザーメン搾取! 止まらない連続攻撃でチ〇ポを襲うナマ中出し痴女風俗! 美咲かんな（1月8日、P-BOX VR）
- 8K 8人 ノーモザイクおシャブリ ディルドフェラ VR（1月15日、P-BOX VR）
- 美女8人のケツ穴くぱぁ～を近距離ガン見VR 8（2月12日、P-BOX VR）
- 飼われ、性癖を歪ませられるアブノーマル記録 美咲かんな（4月13日、KMPVR-彩-）
- 同棲彼女が仕事で不在中に彼女の親友と猛烈に愛し合った浮気SEX 美咲かんな（4月22日、こあらVR）
- 痴女ナースの真夜中フェラチオ回診 消灯中に精子が溜まると抜きに来て、金玉からっぽになるまで止まらない追撃舐め搾精 美咲かんな（4月27日、KMPVR-彩-）
- 「お姉ちゃんで童貞卒業しちゃったね♡」 無意識挑発してくるほろ酔いのお姉ちゃんに童貞の俺は我慢できずに姉で筆おろしSEX 美咲かんな（5月23日、こあらVR）

### アダルト配信
- かんな（5月7日、KAKUJITSU）
- 募集ちゃん 074 かんな 21歳 大学生（5月25日、ARA）
- カラオケナンパ 02 in 後楽園 かんな 23歳 料理教室講師（6月1日、ナンパTV）
- かんな（7月2日、マッサDX）
- kanna（7月9日、S-Cute）
- かんな (ore151)（8月6日、俺の素人）
- kanna 2（8月29日、S-Cute）
- えりさん（9月14日、E★ナンパDX）

- みさき（7月5日、エチケット）
- かれん（8月2日、P-WIFE）
- かんな (oredg001)（9月13日、俺の素人）
- かんな (mgmr021)（11月3日、素人ホイホイ）
- かんな（11月22日、LadyHunter）
- かんな (mgmr040)（12月19日、素人ホイホイ）
- かんな（12月26日、ウルトラの膣）

- 結婚式帰りの女子をナンパ! ゆうか (27) エステティシャン。学生時代の友人の結婚式の帰りです。綺麗だった。1度は着てみたいwedding dress→彼氏2年くらいいない。同棲してたけどマンネリから別れた。→急に酒が回ってきたww だめ～ずっと触られてたくなるじゃないですかww→こんなおっきいの初めてかも。喋りすぎ? まいっか今日は…→奥までお願い! あ～イクイク! 男の人がいっぱいシテくれるの好きぃ! のめり込み型淫語SEX!（1月6日、街角シロウトナンパ）
- かんなちゃん (dpmu001)（3月1日、夢中企画）
- かんなちゃん (dpmu010)（3月1日、夢中企画）
- かんな（3月23日、チジョール）
- かんな（3月23日、スタジオワイフ）
- かんな 2（3月23日、スタジオワイフ）
- ハルカ ■｢やめないで… もっといっぱいして♪｣ ■ハニカミ笑顔がキュートなエッチ大好き癒し系ガールズバー店員!! 居酒屋で乾杯からの敏感マジイキSEX!!（4月16日、街角シロウトナンパ）
- かんな（5月13日、シロウトタッチ）
- かれん 2（7月15日、P-WIFE）
- みさきさん (oredp002)（7月30日、俺の素人）

- かんな（2月21日、鉄人2号さん）
- 美咲様（3月11日、E★レズDX）
- かんな 2（3月31日、鉄人2号さん）
- かんな 2（4月29日、シロウトタッチ）
- 生徒に人気の体育教師と真面目な国語教師がナイショの中出し 長瀬広臣 美咲かんな（11月28日、GIRL'S CH）※女性向け作品
- こたつの中でこっそりイジられて熱くなったアソコは我慢できない…婚約者がいるのに実家で寝取られ中出し 長瀬広臣 美咲かんな（11月28日、GIRL'S CH）※女性向け作品

- かんな（1月31日、THE WORLD）
- みさき（2月19日、ゲリラ）
- 囚われた捜査官 IV ～君に捧げる鎮魂歌（レクイエム）～ 前編 拘束された美青年、地獄強制潮吹ア○ル責め アレク 蓮実クレア 美咲かんな（4月16日、GIRL'S CH）※女性向け作品
- 囚われた捜査官 V ～裏切りと破滅の輪舞（ロンド）～ 前編 アジト潜入も捉えられ、地獄強制潮吹ア○ル責め 長瀬広臣 蓮実クレア 美咲かんな（4月16日、GIRL'S CH）※女性向け作品
- かんな（4月20日、ゲリラ）
- 囚われた捜査官 IV ～君に捧げる鎮魂歌（レクイエム）～ 後編 洗脳ミストで自我崩壊、3P絶頂地獄 アレク 蓮実クレア 美咲かんな（4月23日、GIRL'S CH）※女性向け作品
- 囚われた捜査官 V ～裏切りと破滅の輪舞（ロンド）～ 後編 洗脳ミストで自我崩壊、連続絶頂地獄 長瀬広臣 蓮実クレア 美咲かんな（4月23日、GIRL'S CH）※女性向け作品
- かんな 2 (ore655)（5月16日、俺の素人）
- ミサキ（5月21日、YARITUBE ～ヤリチューブ～）

- カンナ（3月31日、港区女子）
- かんな（7月2日、＃素人しか勝たん）

- Cherry bomb 橘聖人 美咲かんな（3月9日、SILK LABO）※女性向け作品
- step by step 有馬芳彦 美咲かんな（3月9日、SILK LABO）※女性向け作品

- 【熱烈プロポーズ大作戦 × ドレス乱れるウエディング性交!】 容姿端麗なクール美女でも中身はド天然お姉さん! テントでこっそり口淫フェラ! 艶やか過ぎる美乳 & 美脚! 「私たち結婚します!」 ウエディングドレスで種付け交尾! 口内中出し4連発!!!! 【なまハメT☆kTok Report.56】 みさき 26歳 美容部員 (バツイチ)（1月8日、街角シロウトナンパ）
- 【経験人数少なめ】【チ●コはナマ派】【アラサーの欲望大爆発】5年付き合っていた彼氏と別れてから2年間ノーセックス… 寂しさと性欲が爆発寸前な清楚系美人アラサー! 2年ぶりの快楽に色白美身を震わせ何度も何度もイキまくる! 見た事のないデカチンに大興奮で自ら生ハメ打診&中出し懇願!! 経験浅めのガチキツマンに大量精子を奥まで注入! 【アラサーちゃん。17人目 かんなさん】（2月25日、Jackson）
- ご近所バレせずAVデビューしたい妻たち! 見た目も仕草も魅惑的な人妻を自宅に招いてAV撮影! こんなに可愛い人妻なのにめちゃめちゃチ●ポに貪欲。ご主人とは長らくレスで溜まった欲求不満が大爆発!!!! 美咲かんなさん 28歳 結婚6年目（3月2日、KANBi）
- 【オトナの色気が限界突破しているエロすぎ人妻をハメ倒す!】 照れ笑いがギャップ萌えを誘う責め好きなお姉さんとハメ撮りSEX! 【主婦 / メスフェロモン全開】（3月4日、ハメタバース）
- かんなさん (oreco265)（3月18日、俺の素人-Z-）
- かんな（4月1日、Buzzシロウト）
- かんな & ひとみ（4月6日、俺の素人-Z-）
- 三浦かんな (mywife618)（6月9日、舞ワイフ）
- 舞ワイフ～セレブ倶楽部 171（6月22日、AROUND）
- かんなちゃん (oreco366)（7月12日、俺の素人-Z-）
- 【自慰では足りない元妻の苦悩×燃え狂う一夜限りの濃密性交】性欲過多なバツイチ子持ち美女が、理性ぶっ飛ぶガチイキ絶頂!! 今日だけは子育てを忘れて快楽に身を任せる…久しぶりのおチ●ポに恍惚の表情で貪りつくネットリディープスロート! 解放された淫欲は留まることを知らず… 美尻を踊らせ絶頂を繰り返す濃厚中出しセックス! 【NS TOKYO FUCK 13人目 さき】（8月2日、SUKEKIYO）
- KANNA (oreco420)（8月13日、俺の素人-Z-）
- みさき (hmdnc643)（8月19日、ハメドリネットワークSecondEdition）
- オフィスでも野獣 成宮仁 美咲かんな（9月6日、SILK LABO）※女性向け作品
- ハシカン (oremo010)（9月5日、俺の素人-Z-）
- K160ちゃん & H160ちゃん（9月8日、蜃気楼）
- かんな (oreco463)（9月14日、俺の素人-Z-）
- 消せない感情 林太一 美咲かんな（9月20日、SILK LABO）※女性向け作品
- 【中学時代の元カノと一夜限りの濃密不倫! 卑猥に成熟した人妻ボディに口内射精 & 2連続中出し!!】お互い既婚者となった元カップルが久々の再会! 大人のカラダになった彼女の色白美乳 & 豊満な巨尻を旦那に内緒で堪能♪ グチョグチョに濡れた元カノマ○コに生挿入不倫SEX!からの着床確定2連中出し! 就寝中におかわりフェラまでされて最後は不倫精子ゴックン!! 一夜限りの青春時代♪【あまちゅあハメREC＃美沙紀＃中学時代の元カノ】（10月10日、MOON FORCE）
- K & M (spay321)（11月1日、素人ペイペイ）
- Kちゃん (gerk546)（11月2日、ゲリラ）
- かんなさん (oreco513)（11月10日、俺の素人-Z-）
- 橋本みゆき (tkk051)（11月16日、東京恋人）
- 【スレンダーすけべ美乳】貸し切り露天風呂でラッキースケベ!? スリルを楽しみ性欲を満たせッ! 美乳美尻なスレンダー美人と洗いっこ→フェラ抜き! ホテルに移動してからもエロスは続く! シックスナインで上下気持ちよくなっちゃって! 中に出してもコスチェン2回戦!! 趣（おもむき）しか感じられない浴衣セックスはイキすぎ注意www【もしも。】【みさき】（11月26日、街角シロウトナンパ）
- 森下さん（12月1日、素人ギャラリー）
- かんな (buz036)（12月8日、Buzzシロウト）
- 美紗（12月22日、素人ギャラリー）
- かんなさん（12月31日、ハメタバース）

- かんな & あやめ（2月4日、素人ムクムク-塩PP-）
- 某高級ホテルで行われた悪質カスハラSEXの証拠2名 / ヤミヤミハラスメント 03（2月13日、ヤミヤミ）
- 新●区債務者K（2月19日、素人ムクムク-弱点-）
- L●FT女子社員 A & K（2月26日、素人ムクムク-クスリ-）
- カンナさん（2月28日、ジェネシス）
- 【溜まっている変態人妻】 最近レスな人妻がエロ動画撮影で発散!? カフェで堂々フェラ抜きごっくん! 引き締まった身体を責めまくり! バックでガン突き&美尻スパンキング! 旦那を忘れさせる中出し絶頂セックス!!【PornGirl】【kanna】（3月24日、街角シロウトナンパ）
- 七海（3月29日、素人盗撮倶楽部）
- かんな (buz039)（4月6日、Buzzシロウト）
- かんなさん (oreco686)（4月25日、俺の素人-Z-）
- なつみ (mmka014)（4月25日、素人ギャラリー）
- 美容部員G (oremo185)（5月12日、俺の素人-Z-）
- M・K (oreco722)（6月3日、俺の素人-Z-）
- かんな (ewdx485)（6月7日、 E★人妻DX）
- かんなちゃん (srgt002)（8月16日、しろうとガチャ）
- サナ (kjsk011)（8月24日、素人ギャラリー）
- かんな (hmdnc728)（8月28日、ハメドリネットワークSecondEdition）
- みさき (oremo232)（9月1日、俺の素人-Z-）
- めいさ (endx496)（9月4日、E★ナンパDX）
- みさき (ddh275)（9月13日、ドキュメント de ハメハメ）
- 加奈 (tcnb015)（9月13日、たちんぼ）
- 【メンエス隠し撮り】 癒しと官能の密着施術でリピ客を骨抜きにしてしまうセラピスト。素股乳首攻め&オイルたっぷりの手技で発射! 未だビンビンに凝り固まったチ●ポを今日も裏オプ本番でスッキリへ… #担当:みさき（9月13日、ドキュメントdeハメハメ）
- かんな (oreco835)（9月18日、俺の素人-Z-）
- みほ (spko003)（9月25日、素人ギャラリー）
- カオリ (ppby019)（10月9日、素人ギャラリー）
- 容姿端麗な敏腕経営者… 何一つ不自由なさそうなセレブ妻が渇望するのは超濃厚な変態SEX! 「メチャクチャにしてほしい…」 優しいだけの淡泊夫に代わって欲求不満なスレンダーBODYを開拓! 遅咲きの淫乱妻爆誕の瞬間を目撃せよ! 【みさき / 30歳 / 結婚7年目】（10月28日、MOON FORCE WIFE）
- 優子 (sna027)（11月15日、SNAP × SNAP）
- かんなさん (uinac026)（11月16日、ハメドリネットワークSecondEdition）
- 全身舐め尽くされた年上女はK県の塾講師でした。かんな（11月17日、しろうとまんまん特定班）
- 5年ぶりの再会で色気マシマシ性欲爆発の元セフレ × 成熟したアラサーのエロ妙技【かんな(歯科衛生士)】【知り尽くした性感帯】【飛躍したテクニック】【ノリノリでハメ撮り】【ウキウキで即尺】（12月4日、MOON FORCE）
- 狙った男はみんな全部欲しい、ワルい大人女子：みさき(28)【男がハマる甘い沼】（12月12日、しろうとまんまん沼）
- ゆい & かんな (ginac005)（12月22日、いんすた）
- 精子提供を希望する人妻に夫に代わって孕ませ代行 12【かんな】（12月22日、街角シロウトナンパ）

- 三崎 (spay516)（1月1日、素人ペイペイ）
- かんなさん (oreco966)（1月11日、俺の素人-Z-）
- かんな (scute1497)（3月31日、S-Cute）
- M・K (spay564)（4月7日、素人ペイペイ）
- かんなさん (orecz088)（4月21日、俺の素人-Z-）
- かんな 2 (kaku252)（5月13日、KAKUJITSU）
- 加奈 2 (tcnb051)（5月23日、たちんぼ）
- ミサ (hpt043)（5月28日、素人ホイホイ）
- ラグジュTV 1824 ゆうか 30歳 美容部員 見られる喜び、旦那の願望を叶えられる歓び、抱かれる悦び ヨロコビの3変体 欲求不満妻の旦那公認見せつけ不倫（5月31日、ラグジュTV）

### イメージDVD / BD
- 美咲かんなはオレのカノジョ。（2015年1月25日、GARDEN）
- ヘアーヌード ～セクシー女優10人のストッキングフェチ～（2021年10月26日、スパークビジョン）◎
- Beautiful Bloom 美咲かんな（2025年1月17、ファインピクチャーズ）◎

### 写真集
- ヘアーヌード写真集 美咲かんな・初美沙希・椎名そら・神咲詩織 他 全16名（2017年4月26日、アッパーイースト）
- Naturale 美咲かんな写真集（2023年11月13日、徳間書店、撮影：佐藤裕之）ISBN 978-4-19-865662-1

### デジタル写真集
- 卒業 Graduation Day 美咲かんな Kindle版（2016年6月21日、桃太郎映像出版）
- BEST FRIENDS 親友レズ Vol.1 / 美咲かんな＆彩城ゆりな [Kindle]（2016年12月26日、h.m.p）
- BEST FRIENDS 親友レズ Vol.2 / 美咲かんな＆彩城ゆりな [Kindle]（2016年12月26日、h.m.p）
- BEST FRIENDS 親友レズ Vol.3 / 美咲かんな＆彩城ゆりな [Kindle]（2016年12月26日、h.m.p）
- BEST FRIENDS 親友レズ Vol.4 / 美咲かんな＆彩城ゆりな [Kindle]（2016年12月26日、h.m.p）
- 美咲かんながオレのカノジョだったら。美女写真集: 私のこと本当に好きなら何でもしてあげる [Kindle]（2018年6月4日、OREKANO）
- ヘアーヌード 〜無●正・セクシー女優・Eカップ〜 美咲かんな（2019年9月9日、スパークビジョン、撮影：ケイ）
- DokkiriQueen 美咲かんな（2022年11月5日、シーガル）
- DokkiriQueen 美咲かんな B（2023年5月2日、シーガル）
- DokkiriQueen 美咲かんな C（2024年1月18日、シーガル）

## その他製品

### アダルトグッズ
オナホール
- kmp PREMIUM HOLE PLUS 美咲かんな（2017年11月30日、ケイ・エム・プロデュース）
- こんなうぶカワな美人保育士とやってみたい! 美咲かんな（2023年8月5日、日暮里ギフト）

ローション
- こんなうぶカワな美人保育士の愛液ローション 美咲かんな 80ml（2023年8月5日、日暮里ギフト）

## 出演・連載

### テレビ
- ダラケ! シーズン13 #6 アダルト大賞投票〆切ド直前！セクシー女優エロ攻撃で駆け込みSP！（初回放送 2018年1月25日、BSスカパー!）[29]
- ダラケ! シーズン14 #6 ダラケ特別企画「TENGA王決定戦」（初回放送：2018年4月26日、BSスカパー!）[30]
- 美咲かめら（2023年3月16日 - 、エンタ!959）

### ウェブテレビ
- グラドルVSセクシー女優！水泳大会2018春（2018年3月23日、AbemaTV AbemaGOLD） - セクシー女優チーム[31]

### ウェブドラマ
- 万華鏡 淑女を誘う緋色の誘惑（2024年10月2日、ネクスタシーEX、シネマファスト）[32]

### 映画
- 離れられない君へ（2024年12月1日、オーピー映画）- 緒方逸子 役[13]

### インタビュー
- 美咲かんな、男心をがっちり掴む恋愛ベタ女優【彼女にしたいAV女優ランキングNo.1記念インタビュー】ビデオレター付き（2020年8月7日、ゲオTVアダルトニュースメディアMANGO）[33]
- 【会員限定特典あり】MANGO美尻ディスカバリー File03 美咲かんな編（2020年11月20日、ゲオTVアダルトニュースメディアMANGO）[34]

### ゲーム
- ゲオTVドアップ25【HIPパネル出題】二つ名は「美しきヒップアタッカー」（2020年10月1日、ゲオTV）[35][36][37]

### 連載コラム
- ふしだらな気持ち（2020年6月5日[38]‐、メンズサイゾー）

### 雑誌
- ベストDVDスーパーライブ 2017年6月号（メディアソフト）